# Olympische Winterspiele 1956/Teilnehmer (Liechtenstein)
| Gelbes Symbol für Goldmedaillen mit stilisierten Olympischen Ringen | Graues Symbol für Silbermedaillen mit stilisierten Olympischen Ringen | Braundes Symbol für Bronzemedaillen mit stilisierten Olympischen Ringen |
| ------------------------------------------------------------------- | --------------------------------------------------------------------- | ----------------------------------------------------------------------- |
| —                                                                   | —                                                                     | —                                                                       |

Liechtenstein nahm an den VII. Olympischen Winterspielen 1956 in Cortina d’Ampezzo mit einer Delegation von 8 Athleten teil. Nachdem 1952 auf eine Teilnahme bei den Winterspielen in Oslo verzichtet wurde, war dies die dritte Teilnahme des Landes bei Winterspielen.

## Teilnehmer nach Sportarten

### Bobsport
- Zweierbob, Männer: (Ausgeschieden)
Weltin Wolfinger
Moritz Heidegger

### Ski Alpin
- Franz Beck
Abfahrt, Männer: 26. Platz – 3:36,8 min
Riesenslalom, Männer: 59. Platz – 3:52,6 min
Slalom, Männer: 25. Platz – 4:17,8 min

- Ewald Eberle
Riesenslalom, Männer: 73. Platz – 4:11,6 min
Slalom, Männer: 49. Platz – 5:01,8 min

- Max von Hohenlohe
Abfahrt, Männer: 45. Platz

- Hermann Kindle
Abfahrt, Männer: Ausgeschieden

- Leopold Schädler
Abfahrt, Männer: 40. Platz – 4:23,7 min
Riesenslalom, Männer: 67. Platz – 4:03,5 min
Slalom, Männer: 53. Platz – 5:09,9 min

- Theodor Sele
Riesenslalom, Männer: 70. Platz – 4:09,5 min
Slalom, Männer: 45. Platz – 4:47,8 min